# ファテープル・シークリー
ファテープル・シークリー（英語: Fatehpur Sikri、ウルドゥー語: فتحپور سیکری、ヒンディー語: फ़तेहपुर सीकरी）は、インドのウッタル・プラデーシュ州アーグラ約40km西に位置する、ムガル帝国第3代皇帝アクバルによって建設された都市。
当時アクバルは跡継ぎに恵まれなかったが、この地に住むイスラーム教の聖者サリーム・チシュティー（en）を訪ね、世継ぎの問題について相談したところ、息子を授かるだろうとの予言を授けられた。そのおかげで王子サリーム（のちのジャハーンギール）が誕生し、記念としてここに新たな都を造り、アーグラから遷都した。しかし、慢性的な水不足と猛暑のため、わずか14年間（1571年〜1585年）しか使用されず、新都ラホールに遷都され、廃墟となった。
遺跡群は1986年、UNESCOの世界遺産に登録された。

## 概要
遺産名「ファテープル・シークリー」とは勝利の都シークリーという意味である。勝利の都と名づけられたのは、当時、アクバルがグジャラート地方での戦いに勝利したためである。
台地の上に建設されており、直行するグリッドに則した幾何学的な都市計画が実施されており、その中心部は、宮廷地区とモスク地区とに分けられている。ほとんどの建築物が赤砂岩によって建設された、土着の建築文化とイスラーム建築の融合がなされた都市遺跡である。

## 主な構成物件

### 宮廷地区
宮廷地区には以下のような建築物が残されている。
- パーンチ・マハル（en）は5層の建築物である。壁がない建築物のため、遊戯、納涼、展望のための施設であったと考えられる[1]。
- ディーワーネ・アーム（公謁殿、Diwan-i-Am）は皇帝と国民が接する開放的な建築物、広い中庭をアーケードが取り囲む[1]。
- ディーワーネ・ハース（内謁殿、Diwan-i-Khas）は皇帝の私的な謁見のための建物である。2階の吹き抜けに対角上のブリッジを掛け渡した。ブリッジの交差部分にアクバルが腰掛け、1階で諸派の賢人知者が議論するのを見ていた[1]。
- ジョーダー・バーイー殿は、アクバルの妃であるマリヤム・ウッザマーニー・ベーグムの名前がつけられたアクバルの宮殿である。ペルシア式の中庭建築であるが、イーワーンを伴わないインド建築の要素を持っている[1]。

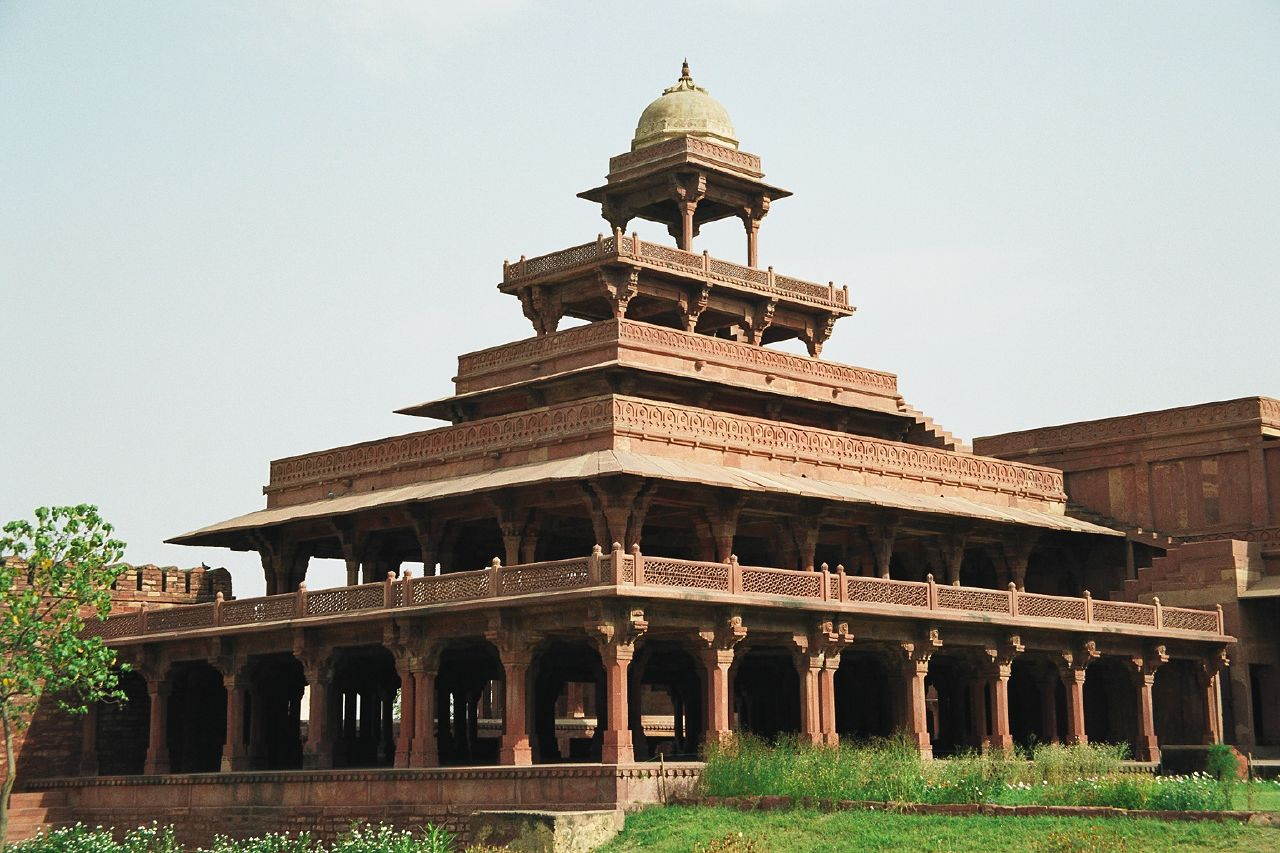
パーンチ・マハル
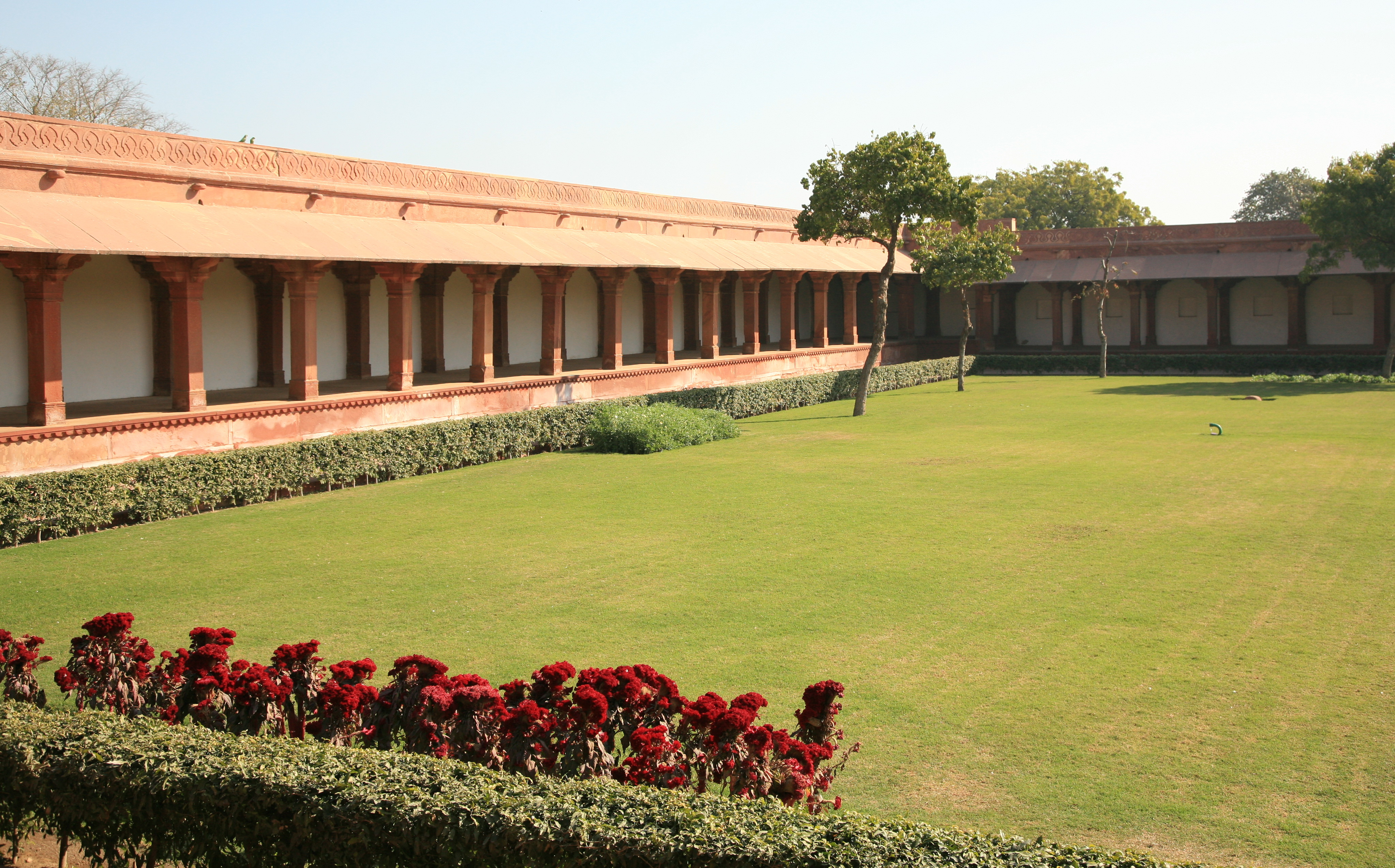
ディーワーネ・アーム
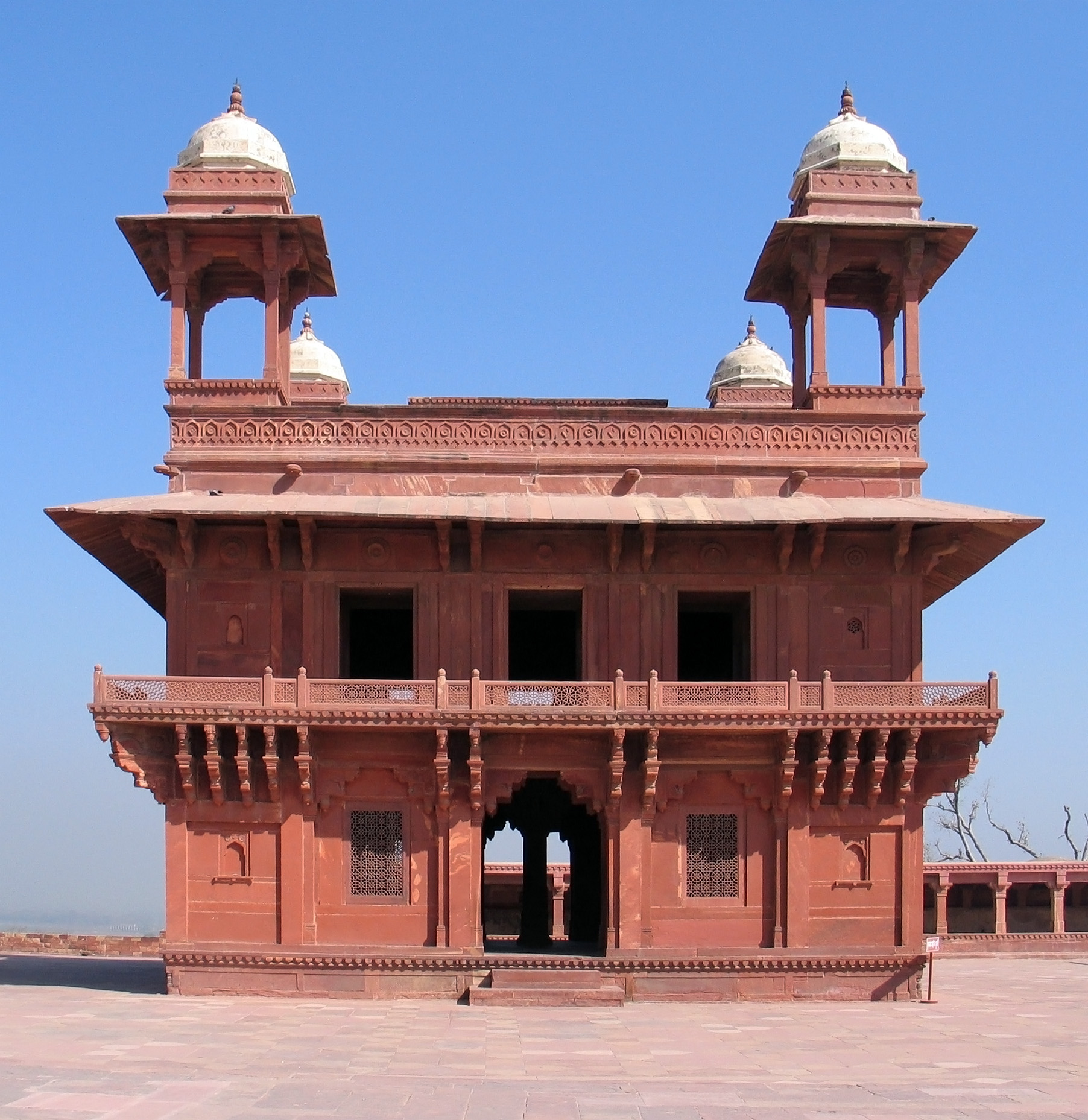
ディーワーネ・ハース
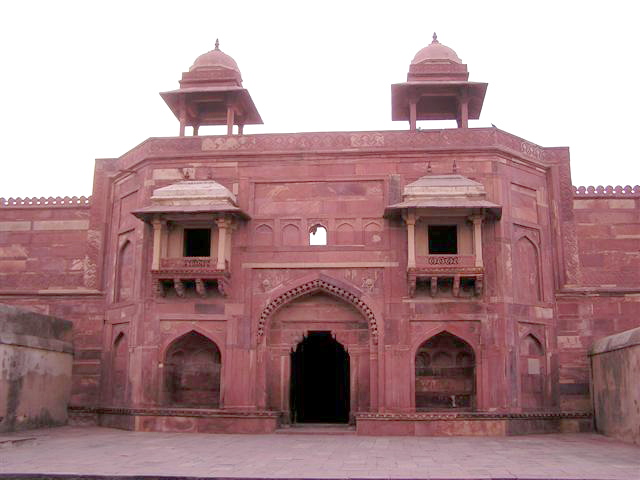
ジョーダー・バーイー殿

### モスク地区
- ジャーマー・マスジド（金曜モスク、Jama Masjid（en））は、デリーに80年後に建設される金曜モスクとほぼ等しい面積を持つ[1]。
- ブランド・ダルワーザー（壮麗門、Buland Darwaza（en））は、モスク地区の南側に建設された。1573年に、グジャラート地方の征服を完了させたことを記念した凱旋門的性格を持つ門である。丘の上にある大階段の上に建築されており、建物の高さは、41メートルになる[1]。
- サリーム・チシュティー廟（en）は、聖者サリーム・チシュティーの廟建築である。ファテープル・シークリー内のほかの建物と異なり、白大理石によって、建設されている。
- イスラーム・ハーン廟はほかのファテープル・シークリーの建物と同様に、赤砂岩で建設されており、大勢のスーフィーの墓を納める廟建築である。

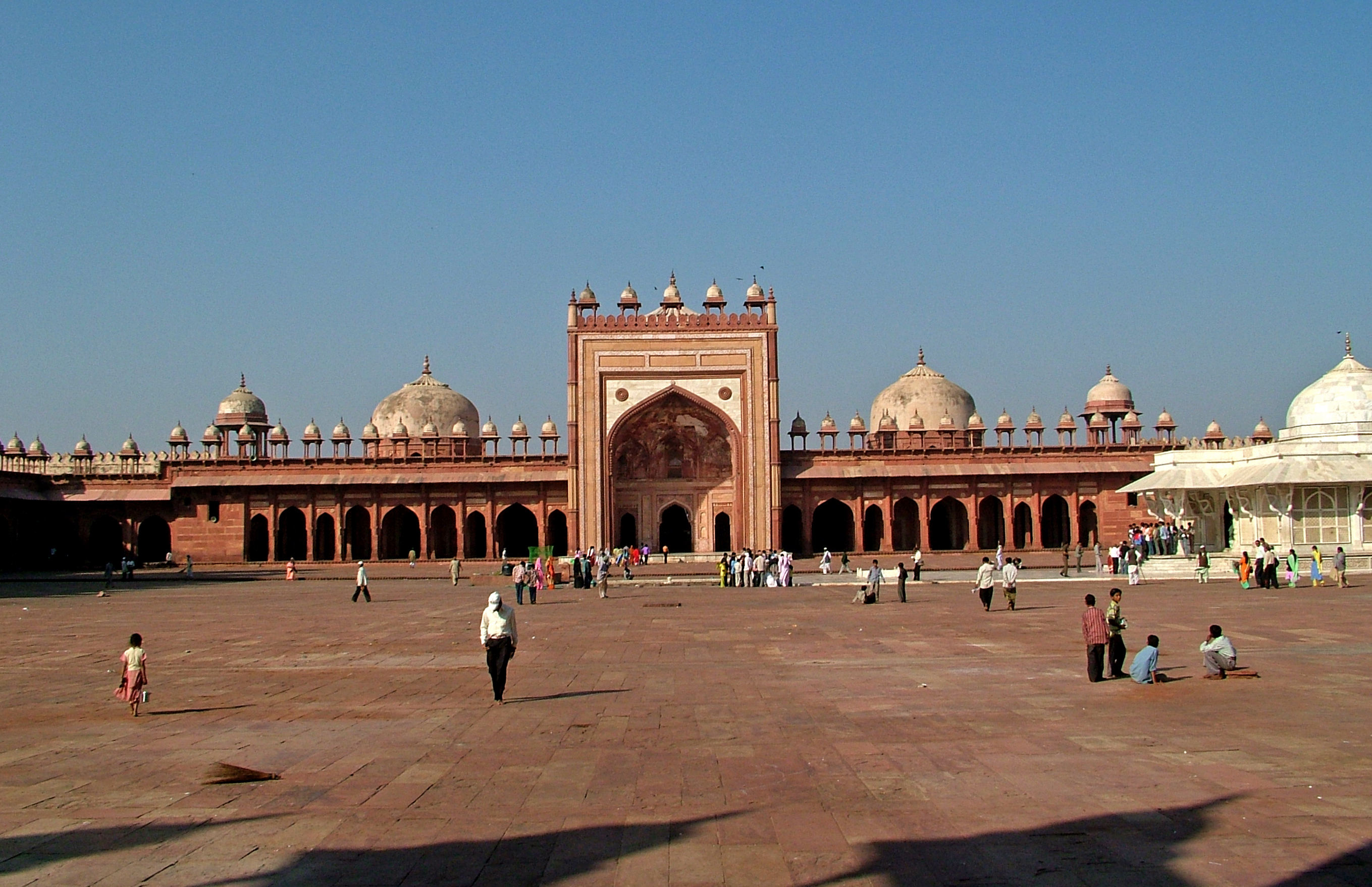
金曜モスク
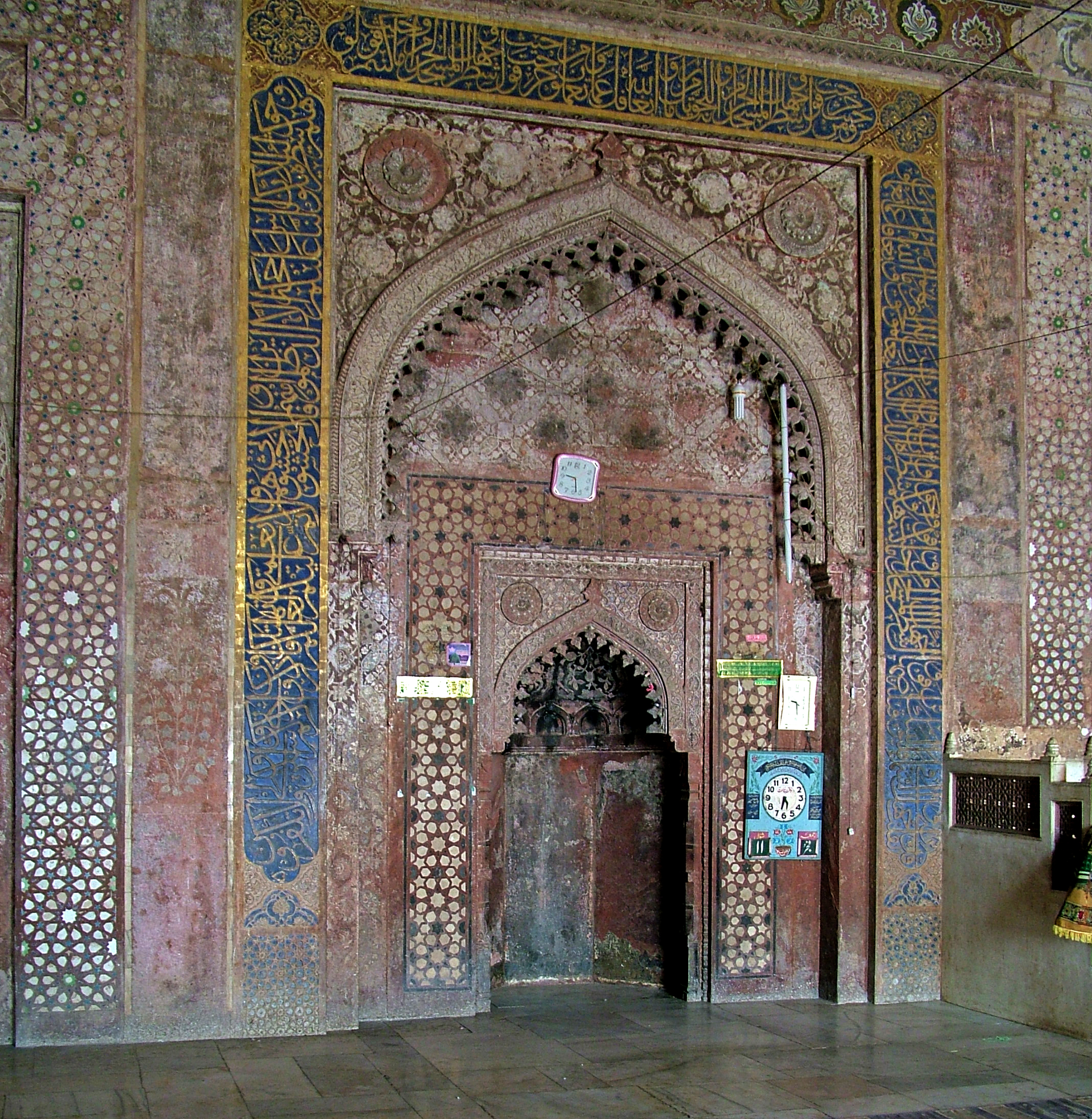
金曜モスク内礼拝堂のミフラーブ
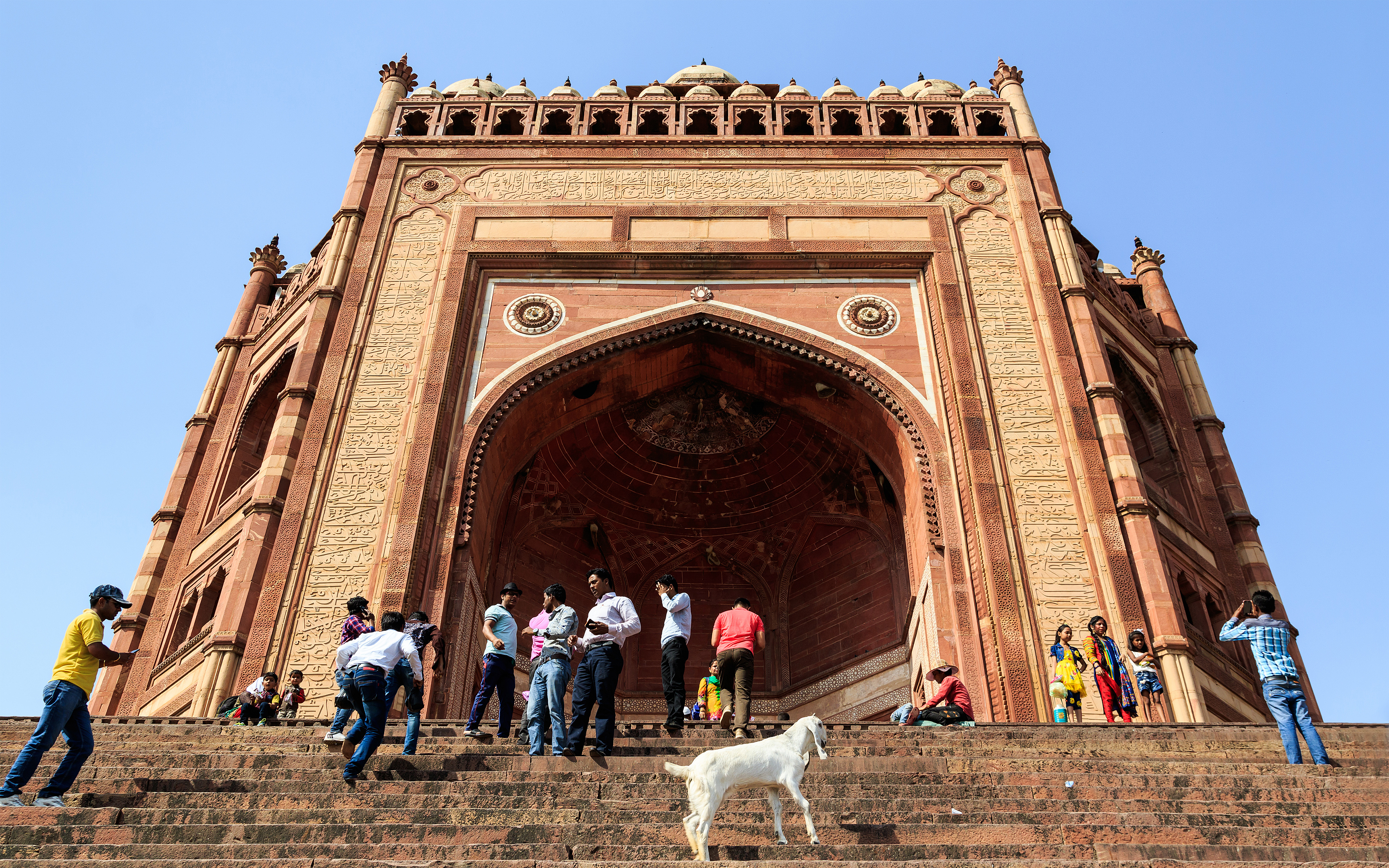
ブランド・ダルワーザー
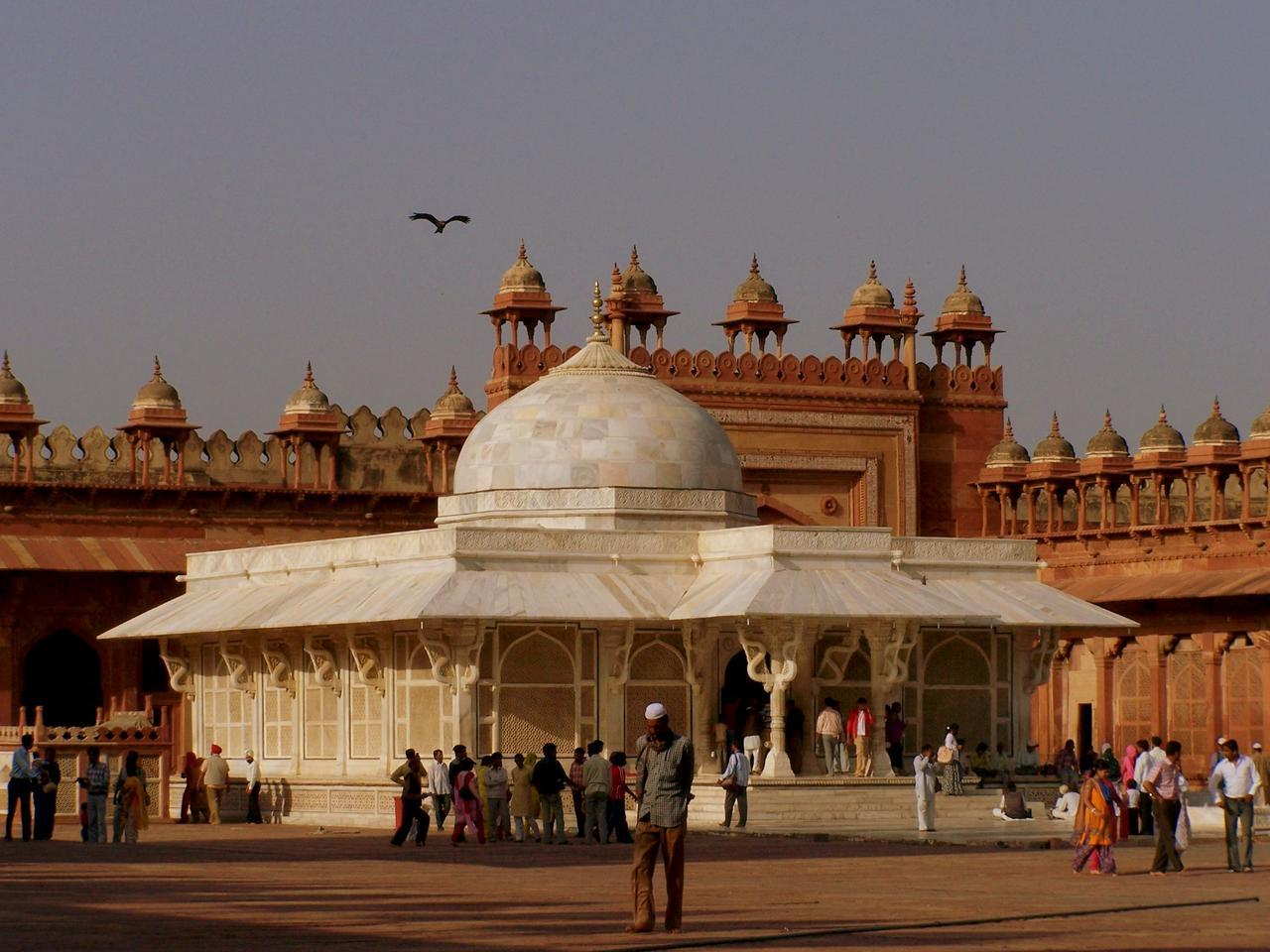
サリーム・チシュティー廟
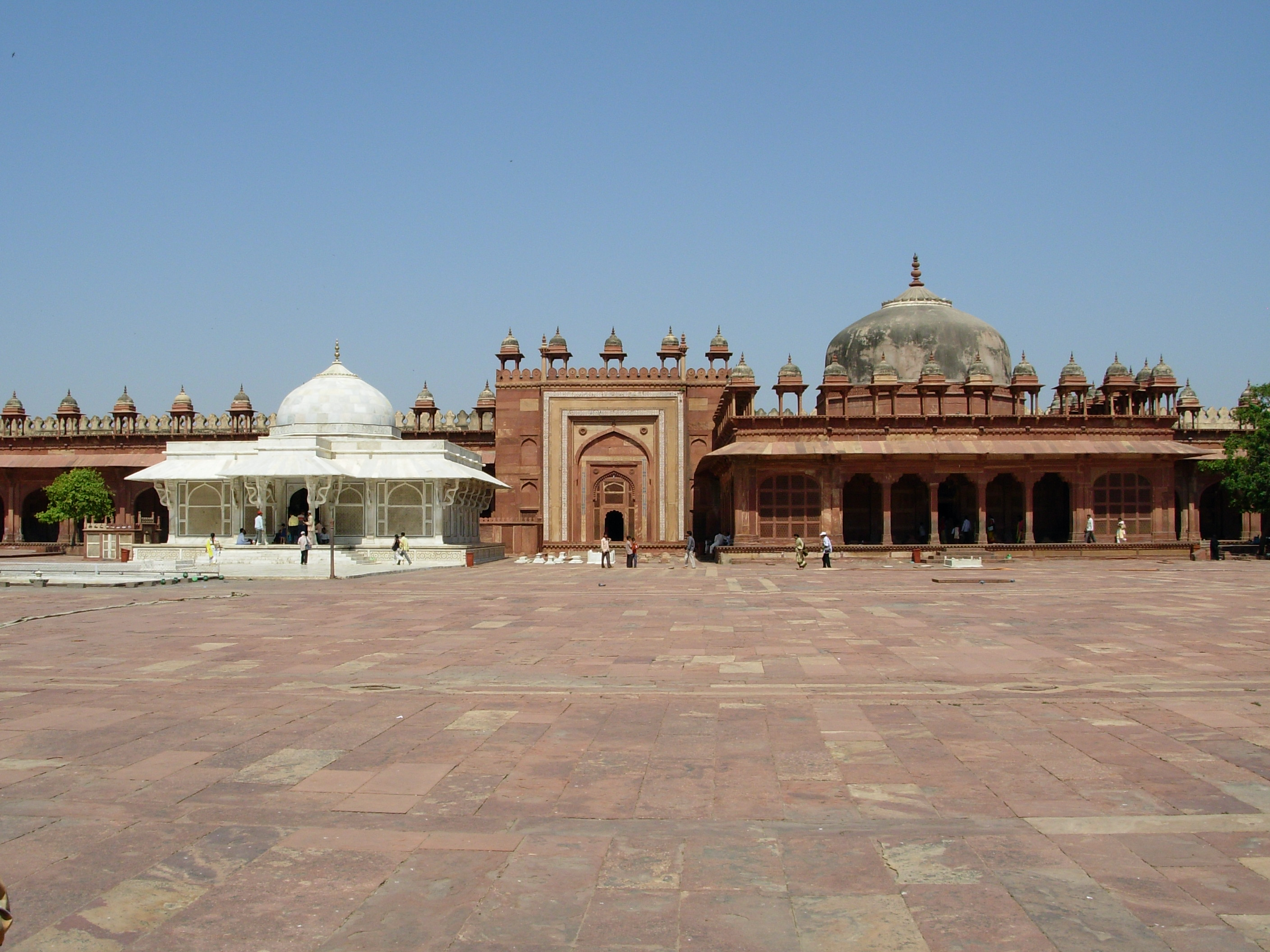
右の建物がイスラーム・ハーン廟（左の白色の建物は、サリーム・チシュティー廟）

## 登録基準

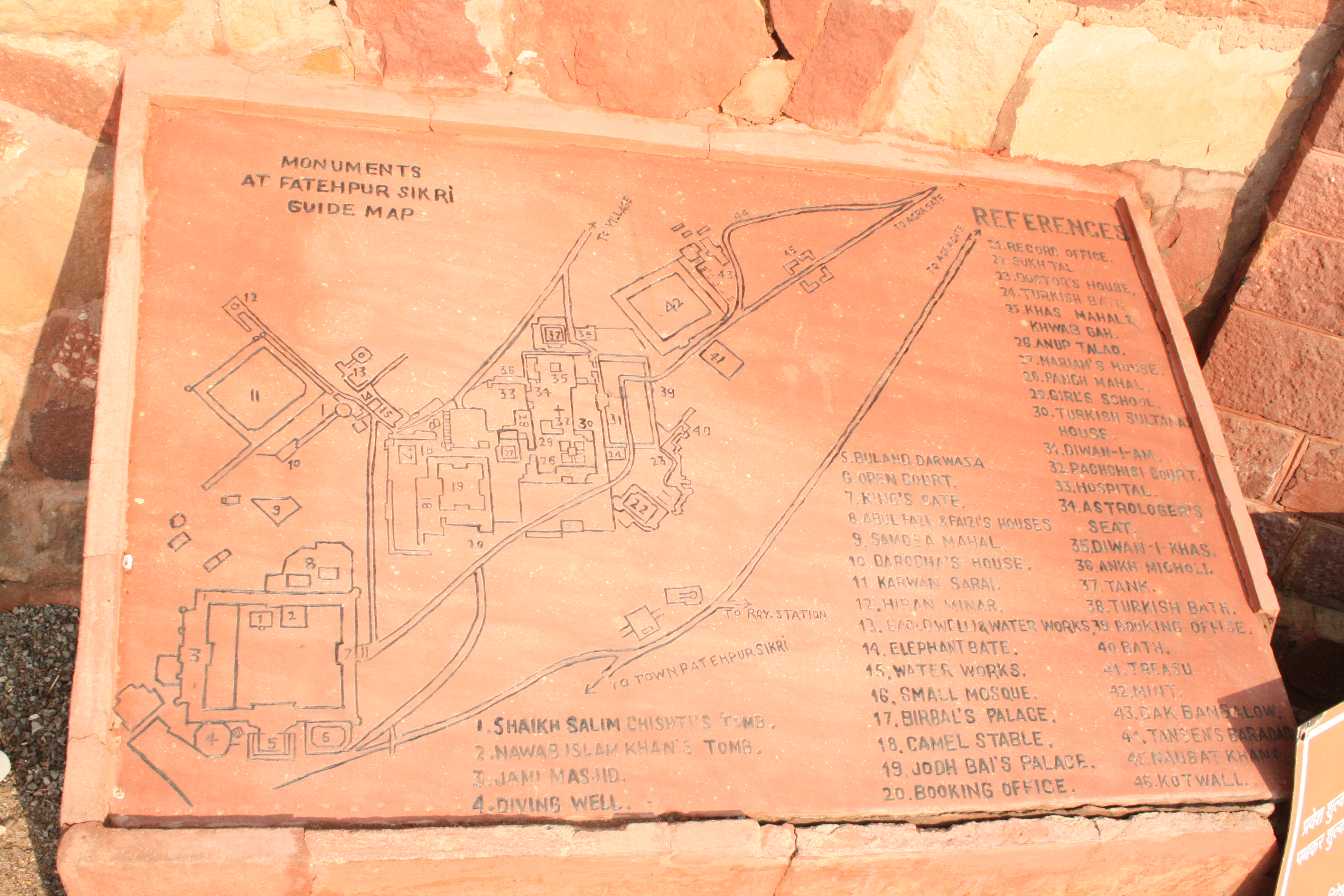
北東部へ伸びる道路がアーグラへと続く道路。そのまま左下に下り中央部が宮廷地区、さらに南西方向（左下）がモスク地区になる

この世界遺産は世界遺産登録基準のうち、以下の条件を満たし、登録された（以下の基準は世界遺産センター公表の登録基準からの翻訳、引用である）。
- (2) ある期間を通じてまたはある文化圏において、建築、技術、記念碑的芸術、都市計画、景観デザインの発展に関し、人類の価値の重要な交流を示すもの。
- (3) 現存するまたは消滅した文化的伝統または文明の、唯一のまたは少なくとも稀な証拠。
- (4) 人類の歴史上重要な時代を例証する建築様式、建築物群、技術の集積または景観の優れた例。